# Acolastus darvazicus
Acolastus darvazicus es un coleóptero de la familia Chrysomelidae.
Fue descrita científicamente por primera vez en 1975 por Lopatin.